# Jorgos Busianis

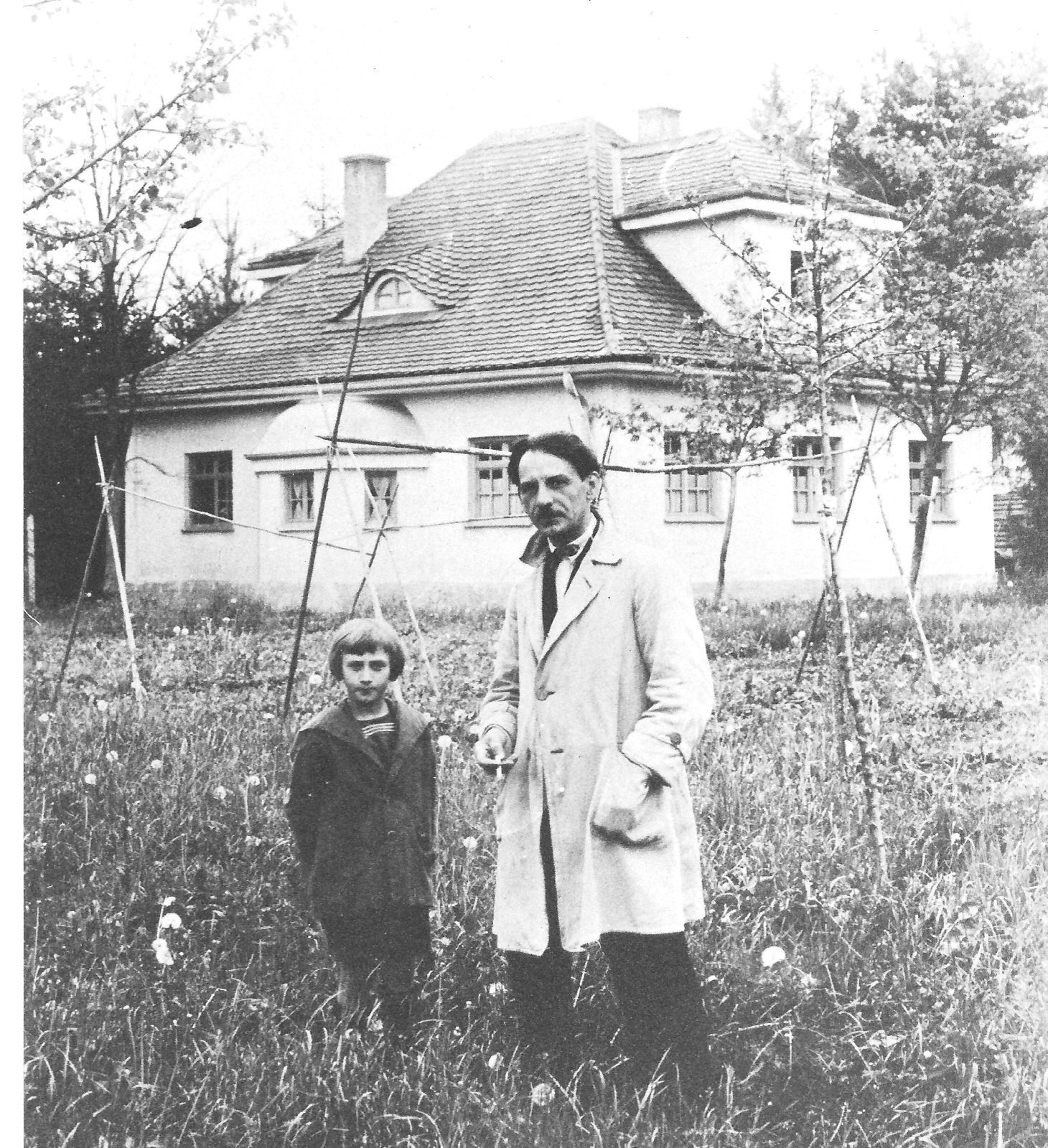
Jorgos Busianis mit seinem Sohn Georg vor ihrem Haus in Eichenau, 1927

Jorgos (George) Busianis (Γιώργος Μπουζιάνης, * 8. November 1885 in Athen; † 22. Oktober 1959 ebenda; eigentlich Georgios Bouzianis) war ein griechischer Maler des Expressionismus.

## Leben
Busianis wurde als Sohn eines Weinhändlers geboren. 1906 kam er mit einem Privatstipendium nach München, um seine Kunstausbildung fortzusetzen. Er studierte erst an der Privatschule von Walter Thor, dann ab dem 4. Mai 1907 an der Akademie der Bildenden Künste München. Dort traf er den etwas jüngeren Athener Studienkollegen Giorgio de Chirico, mit dem er sich zeitweise auch ein Atelier teilte. 1909 ging er nach Berlin zu Max Liebermann. Anschließend kaufte er sich ein Haus in der Arcisstraße, verkaufte gut und beteiligte sich an Ausstellungen. Die Galerien Ritthaler und Thannhauser stellen seine Bilder aus. Ab 1914 war er Mitglied der Münchner Künstlergenossenschaft, später der „Münchner Sezession“. Er zog 1921 mit seiner Frau und seinem Sohn von München nach Eichenau, wo er sich in der Zweigstraße ein kleines Haus bauen konnte. Dort hatte sich eine kleine Künstlerkolonie gebildet und auch Busianis zog Freunde wie Joachim Ringelnatz zum Feiern an den Stadtrand. Ab 1927 ging es ihm wirtschaftlich so schlecht, dass die Familie zeitweise auf öffentliche Hilfe angewiesen war.
Sein Leipziger Galerist Heinrich Barchfeld finanzierte ihm ab 1929 einen dreijährigen Studienaufenthalt in Paris. Als er 1932 nach Eichenau zurückkam, gab es für ihn in Deutschland keine Zukunft mehr; unter den Nationalsozialisten wurde seine Kunst als entartet gelistet. 1934 folgte er einem Ruf an die Kunsthochschule in Athen. In Athen angekommen wurde der Lehrstuhl überraschenderweise doch mit einer anderen Person besetzt. Seine Frau verkaufte trotzdem das Haus in Eichenau und kam mit dem Sohn nach Athen. Sein Sohn kehrte 1936 nach München zum Studium zurück und zog dann nach Eichenau.
1937 wurden in der Nazi-Aktion „Entartete Kunst“ aus der Städtischen Kunstsammlung Chemnitz Busianis Aquarell „Kinderbildnis“ beschlagnahmt und vernichtet.
1950 vertrat Busianis Griechenland auf der Biennale in Venedig und 1952 war er der erste Grieche, der den Guggenheim Preis gewann. Nach seinem Tod wurde sein Haus in Daphne in Attika in ein Museum umgewandelt. Seine Bilder hängen heute in der Nationalgalerie in Athen und in weiteren Museen in Griechenland und im Ausland. In Eichenau wurde ein Platz nach ihm benannt.

## Werke
Busianis arbeitete nie mit Konturen, umso mehr musste er sich gegen den Ausdruck der Farbe arbeiten.
- Mehrere Werke im Archiv der Stadtsparkasse Fürstenfeldbruck
- Sein Sohn, der in Eichenau lebte, gab anlässlich des 100-jährigen Jubiläums der Siedlung 2007 das Bild der Eichenauer Lehrers Hanns Weigl an die Gemeinde.

## Ausstellungen
- München 1985, Bayerisches Versicherungskammer, Jorgo Busianis, 1985,
- Fürstenfeldbruck 1989, 13. Gemäldeausstellung der Sparkasse Fürstenfeldbruck, Maler in Bruck, gewidmet Jorgo Busianis.

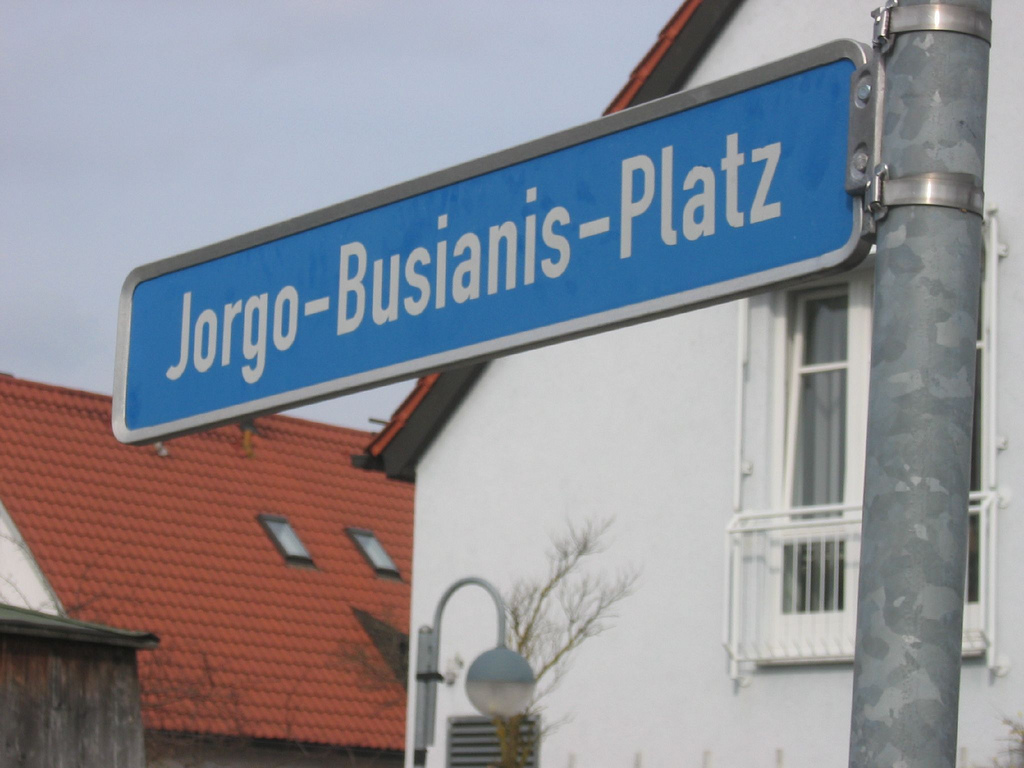
Straßenschild Jorgo Busianis in Eichenau